# Victor Saville
Victor Saville, pseudonimo di Victor Salberg (Birmingham, 25 settembre 1895 – Londra, 8 maggio 1979), è stato un regista, sceneggiatore e produttore cinematografico britannico.
Era zio dei registi Ralph Thomas e Jeremy Thomas.

## Biografia
Iniziò la sua carriera alla fine degli anni venti in Gran Bretagna. Regista di numerosi musical, si attribuì il merito di aver inventato il playback, cui dovette fare ricorso nel film Sunshine Susie per le difficoltà di usare il sonoro, allora ancora agli albori, in un film musicale. 
Nella prima metà degli anni trenta diresse diversi film con protagonista Jessie Matthews, una cantante di rivista che divenne nota grazie al sodalizio con il regista. La collaborazione si interruppe quando, verso la fine degli anni '30, Saville si trasferì in America. 
Le sue opere hollywoodiane sono di medio livello, ma lo si ricorda soprattutto per aver prodotto il film Addio, Mr. Chips! (1939), che all'epoca ebbe un enorme successo ed ottenne anche un Premio Oscar (miglior attore a Robert Donat) ed una candidatura come miglior film alla MGM.

## Filmografia

### Regista
- The Arcadians (1927)
- Tesha (1928) (co-regia di Edwin Greenwood)
- Kitty (1929)
- Woman to Woman (1929)
- The W Plan (1930)
- A Warm Corner (1930)
- The Sport of Kings (1931)
- Hindle Wakes (1931)
- Michael and Mary (1931)
- Sunshine Susie (1931)
- The Faithful Heart (1932)
- Love on Wheels (1932)
- The Good Companions (1933)
- Ero una spia (I Was a Spy) (1933)
- Friday the Thirteenth (1933)
- Paradiso in fiore (Evergreen) (1934)
- Evensong (1934)
- Il duca di ferro (The Iron Duke) (1934)
- Il dominatore (The Dictator) (1935)
- Me and Marlborough (1935)
- First a Girl (1935)
- Ho inventato una donna (It's Love Again) (1936)
- Le tre spie (Dark Journey) (1937)
- Patrizia e il dittatore (Storm in a Teacup) (1937)
- Una partita scandalosa (Action for Slander) (1937)
- La cavalcata delle follie (South Riding) (1938)
- Per sempre e un giorno ancora (Forever and a Day) (1943)
- Stanotte e ogni notte (Tonight and Every Night) (1945)
- Anni verdi (The Green Years) (1946)
- Il delfino verde (Green Dolphin Street) (1947)
- Peccatori senza peccato (If Winter Comes) (1947)
- Alto tradimento (Conspirator) (1949)
- Kim (1950)
- L'ultima rapina (Calling Bulldog Drummond) (1951)
- Un giorno... tutta la vita (24 Hours of a Woman's Life) (1952)
- La lunga notte (The Long Wait) (1954)
- Il calice d'argento (The Silver Chalice) (1954)

### Sceneggiatore (parziale)
- Hindle Wakes, regia di Maurice Elvey (1927)

### Produttore
- Soldato di cioccolata (The Chocolate Soldier), regia di Roy Del Ruth (1941)
- Al di sopra di ogni sospetto (Above Suspicion), regia di Richard Thorpe (1943)